# Prudilovité
Prudilovité (Montiniaceae) je malá čeleď vyšších dvouděložných rostlin z řádu lilkotvaré (Solanales). Jsou to nenápadné dřeviny, rostoucí v Africe a na Madagaskaru.

## Charakteristika
Zástupci čeledi prudilovité jsou dvoudomé keře nebo nevysoké stromy s jednoduchými vstřícnými nebo střídavými celokrajnými listy bez palistů.
Květy jsou jednopohlavné, pětičetné. Samičí květy jsou 4 až 5-četné, jednotlivé, vrcholové. Samčí květy jsou 3 až 4-četné, uspořádané ve vrcholových nebo úžlabních vrcholících nebo chocholících. Kalich je srostlý, miskovitý až krátce trubkovitý, korunní lístky jsou volné, více či méně dužnaté, opadavé.
V samčích květech je 3 až 5 volných nesrostlých tyčinek. Semeník v samičích květech je spodní, srostlý ze 2 plodolistů, s jedinou vrcholovou čnělkou. V každém plodolistu je 2 až 6 vajíček. Plodem je pukavá nebo nepukavá tobolka.

## Rozšíření
Čeleď prudilovité zahrnuje jen 5 druhů ve 3 rodech. Vyskytuje se porůznu v subsaharské Africe a na Madagaskaru, přičemž areály výskytu jednotlivých druhů jsou poměrně nevelké.

## Taxonomie

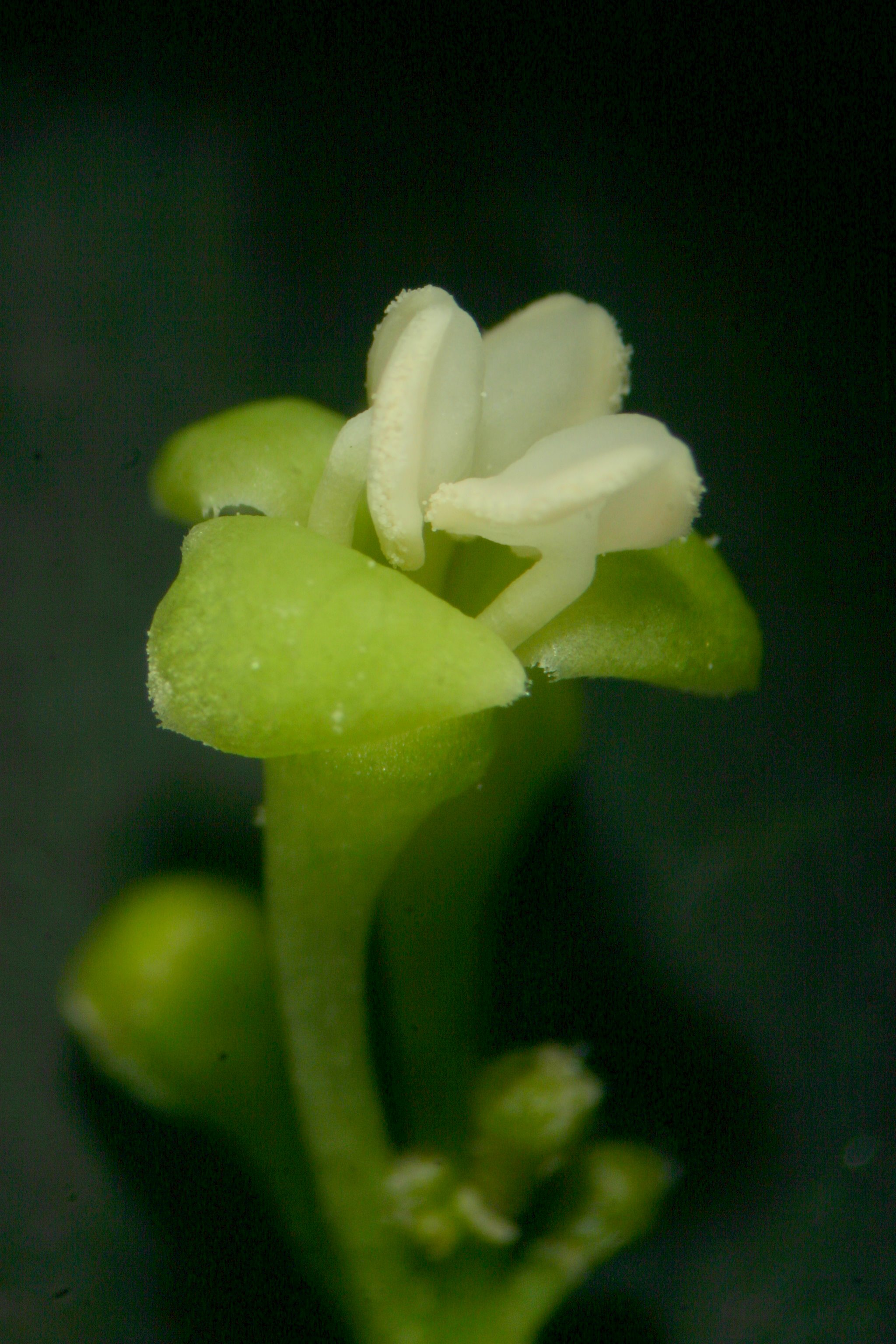
Detail samčího květu Grevea madagascariensis

Čeleď byla v klasických systémech řazena do řádu dřínotvaré - Cornales (Dahlgren), případně do řádu hortenziotvaré - Hydrangeales (Tachtadžjan). Tachtadžjan navíc řadil rod Kaliphora do samostatné čeledi v rámci téhož řádu.
S nástupem molekulární taxonomie byla čeleď přeřazena do řádu lilkotvaré (Solanales). Podle kladogramů APG jsou nejblíže příbuznými skupinami čeledi Sphenocleaceae a Hydroleaceae, s nimiž tvoří Montiniaceae monofyletickou větev tohoto řádu.

## Zástupci
- prudil (Montinia)[3]

## Přehled rodů
Grevea, Kaliphora, Montinia